# Sivaji Ganesan

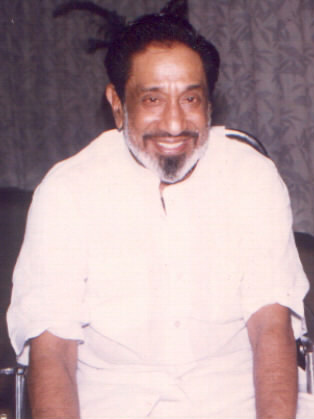
Sivaji Ganesan

Sivaji Ganesan (Tamilisch: சிவாஜி கணேசன்; * 1. Oktober 1927 in Viluppuram, Tamil Nadu; † 21. Juli 2001 in Chennai, Tamil Nadu), eigentlich V. C. Ganesan (Viluppuram Chinnaiahpillai Ganesan), war ein indischer Filmschauspieler. Er war neben M. G. Ramachandran der einflussreichste Darsteller im tamilischen Film.

## Leben
Der Sohn von P. Chinniah Mandraayer und Rajamani Ammal schloss sich bereits als Kind einer Theatergruppe an, wo er Bharatnatyam, Kathak, Kathakali und Karnatische Musik kennenlernte. Bekannt wurde er mit C. N. Annadurais Bühnenstück Shivaji Kanda Indhu Rajyam, in dem er den Marathen-König Shivaji spielte und von dem er auch seinem Künstlernamen ableitete.
Sein Filmdebüt hatte Sivaji Ganesan 1952 in Parasakthi. Er ließ sich zunächst für die Parteipropaganda der Dravida Munnetra Kazhagam einspannen und spielte in mehreren mythologisch-nationalistischen Filmen der 1950er und 1960er Jahre in der tamilischen Filmindustrie. Mit seinem bekanntesten Film Veerapandiya Kattaboman (1960) gewann Sivaji Ganesan den Preis für den besten Darsteller auf dem Filmfestival in Kairo. Trotz häufiger Kritik wegen seines theaterhaften Schauspiels, gelangten seine bekanntesten Filme (Thillana Mohanambal, 1968) bis nach Amerika. Sein kommerzieller Erfolg verflog in den 1980er Jahren und er trat weniger in Erscheinung. 1986 und 1993 erhielt er den Spezialpreis der Jury bei den National Film Awards.
Ganesan wurde 1976 mit dem Padma Shri, 1984 mit dem Padma Bhushan und 1997 für seinen herausragenden Beitrag zum indischen Film mit dem Dadasaheb Phalke Award ausgezeichnet. Von 1982 bis 1988 war er Mitglied der Rajya Sabha, des Oberhauses des indischen Parlaments. 1995 wurde er als Chevalier in die französische Ehrenlegion aufgenommen.
Sein Sohn Prabhu ist seit den 1980er Jahren ein tamilischer Filmschauspieler.